# Кресилай
Креси́л (греч. Κρησίλας; 480 до н. э., Кидония, Крит — 410 до н. э.) — древнегреческий скульптор.
Родом из Кидонии, на острове Крите, ученик, по-видимому, Мирона и современник Фидия.
В состязании с Фидием, с Поликлетом и Фрадмоном изваял статую раненой амазонки и получил за неё третьестепенную премию. По свидетельству Плиния, статуя эта возбуждала всеобщее удивление и её считают прототипом позднейших мраморных статуй амазонок, в особенности же лучшей из них, находящейся в Капитолинском музее, в Риме.
Из прочих произведений Кресила известны статуи копьеносца, воина, умирающего от раны, и Перикла в виде олимпийца.